# Protoclytra somaliensis
Protoclytra somaliensis es una especie de insecto coleóptero de la familia Chrysomelidae.
Fue descrita científicamente en 1998 por Medvedev & Regalin.